# Johan Fredrik Martin

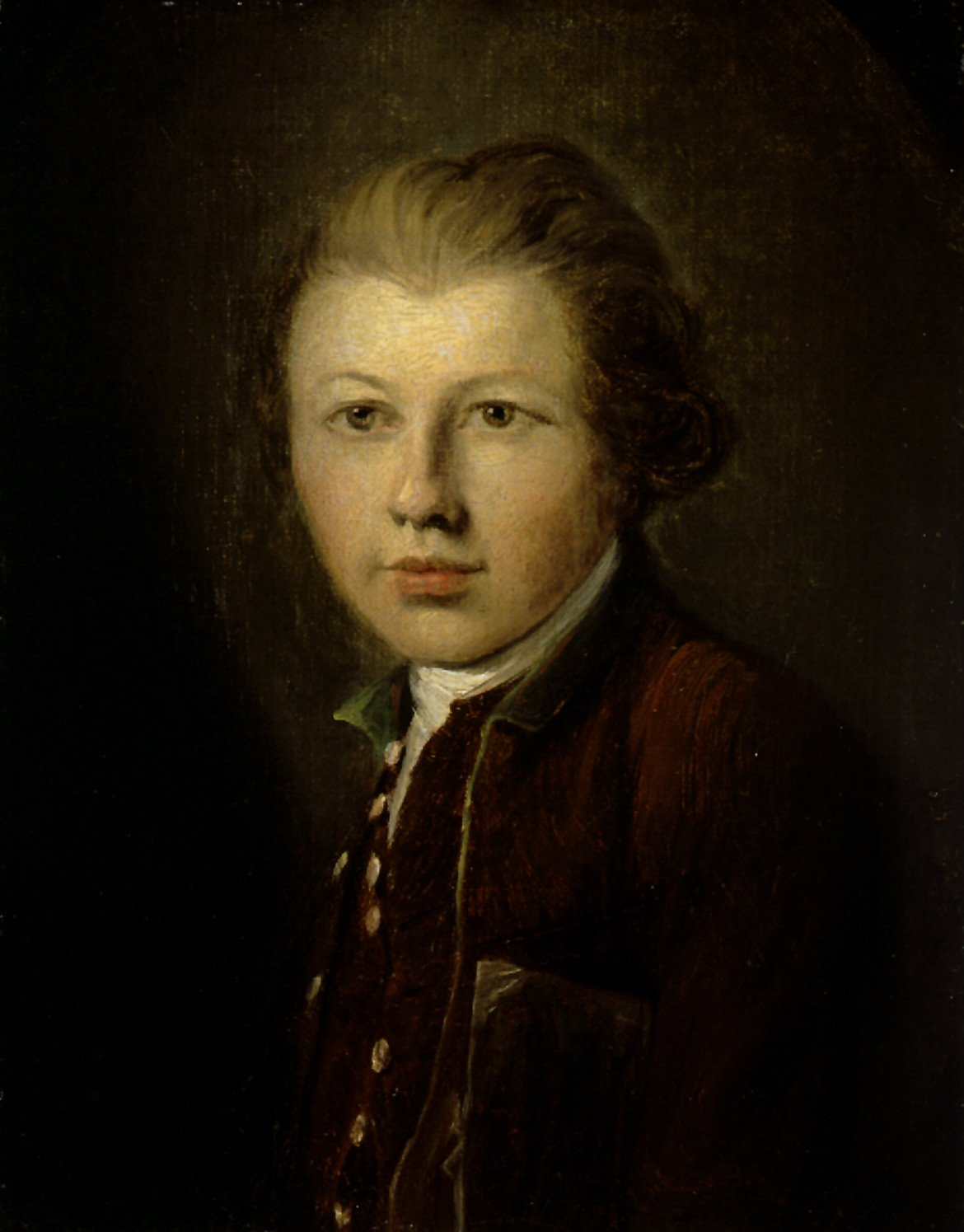
Johan Fredrik Martin, porträtt i olja utfört av brodern Elias Martin.
Porträttet finns i Konstmuseet Sinebrychoff i Helsingfors, som tillsammans med Ateneum och Museet för nutidskonst Kiasma ingår i Finlands Nationalgalleri i Helsingfors, Finland.

Johan Fredrik Martin, född den 8 juni 1755, död den 28 september 1816, var en svensk konstnär, grafiker och tecknare. Han var bror till Elias Martin.

## Biografi
I ungdomen ägnade Martin sig främst åt teckningskonsten. Åren 1770-1780 vistades Johan Fredrik Martin i England och fick där sin utbildning av engelska grafiker som William Woollett och Francesco Bartolozzi. Till en början arbetade han mycket nära sin bror men efter 1785 blev han mera självständig och utförde grafiska blad efter andra konstnärers verk, bland dem Pehr Hilleström. Efter sin återkomst till Sverige utgav Martin flera grafiska verk, såsom Svenska galeriet (2 häften med 12 porträtt och biografier 1782-83).
Åren 1784-1787 företog Martin flera resor genom Sverige för att teckna utsikter. 1797 utgav han en samling Utsigter öfver Stockholm, utförda med etsade konturer, vilka konturteckningar han sedan behandlade som akvareller och flitigt sålde. 1805 började han utarbeta dessa och liknande teckningar i akvatint, och hans stora verk, Svenska vyer uppstod efter hand. Bland hans övriga verk märks de graverade plåtarna till Sköldebrands Voyage pittoresque au Cap Nord, liksom plåtar efter Louis Masreliez teckningar, broderns landskapsmålningar och dennes ritningar till Bacchi tempel. Dessutom en stor mängd porträtt och gravyrer i åtskilliga ämnen.
Martin var tekniskt mycket skicklig och arbetade i ett flertal grafiska tekniker, framför allt med punktgravyr,  konturetsning samt akvatint. Bland hans arbeten kan nämnas hans "förskönande teaterutsikt" från Södermalm över Stockholm med högreståndspublik som är en akvarellerad etsning efter en teckning av brodern Elias Martin från omkring 1790. Martin finns representerad vid bland annat Uppsala universitetsbibliotek, Norrköpings konstmuseum och Nationalmuseum i Stockholm.

## Martins skola
På 1780- och 1790-talen skapade bröderna Elias Martin och Johan Fredrik Martin en topografisk gravyrskola. Bland deras elever var Martin Rudolf Heland och Johan Petter Cumelin. Även Per Nordquist var elev och biträde till Martin. Gravyrskolan gav god försörjning.
Johan Petter Cumelin, som blivit elev vid Konstakademien 1778, bodde hos sin lärare under perioden 1781-1788 och 1782 var även Elias hans lärare. Genom bröderna Martins utbildning, där han även fick en grundlig utbildning i koppartryckarkonsten blev han en utmärkt grafiker, särskilt som kopparstickare, och han fick många beställningar och uppdrag. De få Stockholmsvyer har utfört ger oss bra kännedom om huvudstadens utseende omkring år 1790. I hans handkolorerade konturetsningar syns ett nära släktskap med etsningarna av Johan Fredrik Martin.
Martin (Mårten) Rudolf Heland vann snart en ovanlig färdighet i sin konst under Martins ledning. Han var den av bröderna Martins elever som hade det elegantaste handlaget. Han fick komplimanger för sin säkra figurteckning. Ofta jämfördes den med Elias Martins valhänta figurteckning. En av Martin Rudolf Helands kända akvareller är Vid Mynttorget från 1793.
Per Nordquist var landskapsmålare och karikatyrtecknare. Han blev mest känd för humoristiska gouacher som Kaffebeslaget och Peruken pudras och teckningar ur det samtida sällskapslivet. 
Det krävdes förlagor i tuschteckning för de ofta attraktivt handkolorerade gravyrerna. Att attribuera dessa förlagor till rätt upphovsman kan ofta vara vanskligt. Under beteckningen "Martins skola" är mycket dolt. De personliga relationerna mellan de båda bröderna Elias och Johan Fredrik tycks tidvis ha varit kärva. Johan Fredrik, som var 16 år yngre än brodern Martin, stod i skuggan av brodern. Man ser ofta Elias i Johan Tobias Sergels karikatyrer över vänkretsen, mera sällan förekommer bröderna tillsammans.

## Gravyrer och kopparstick

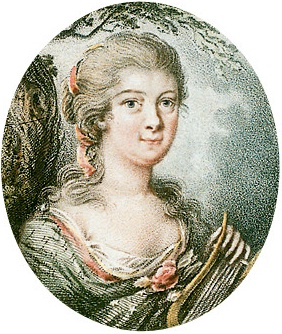
Författaren Hedvig Charlotta Nordenflycht (1718-1763), kopparstick.
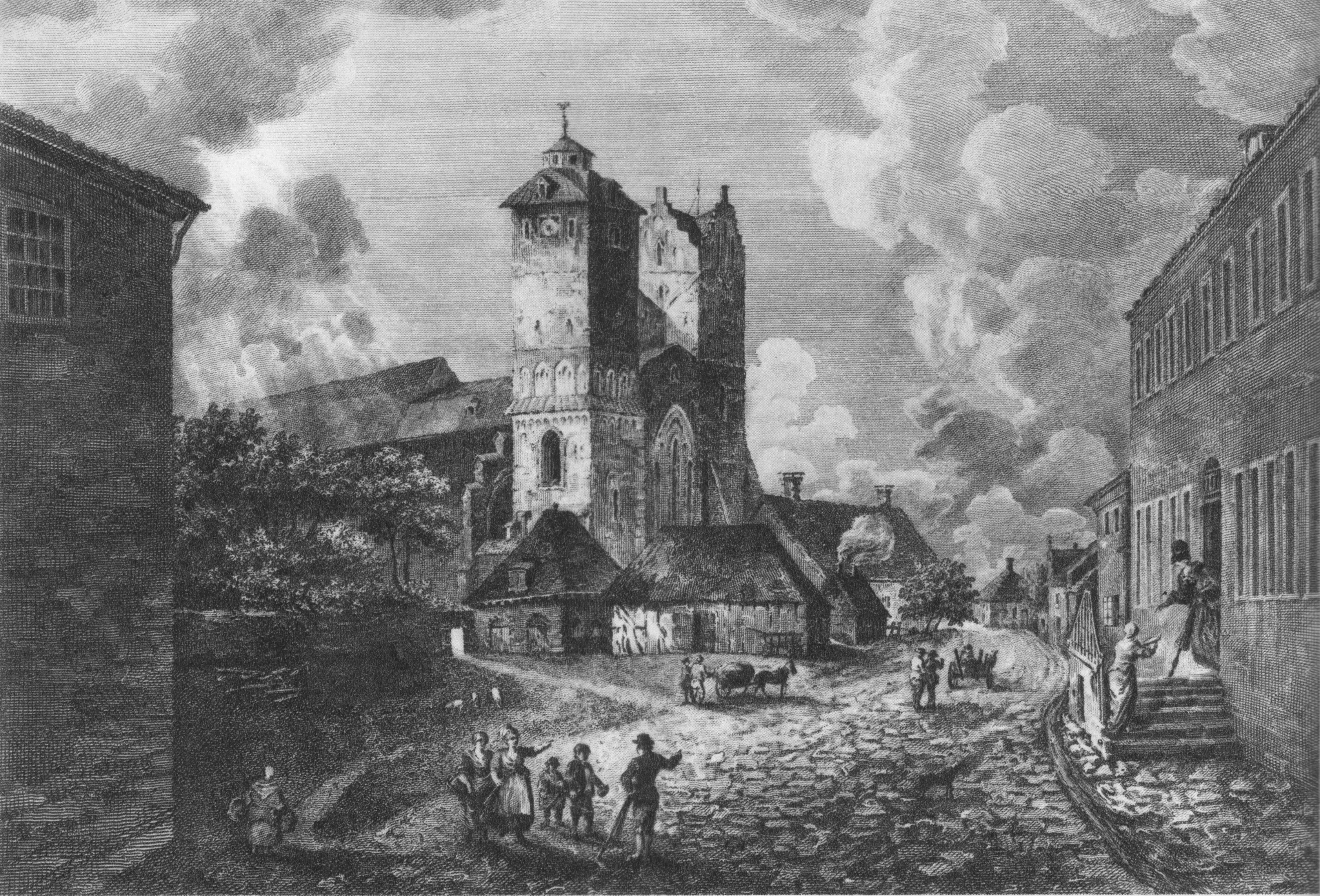
Lunds domkyrka och Lilla torg 1782. Kopparstick 1804. Efter en målning av Elias Martin.
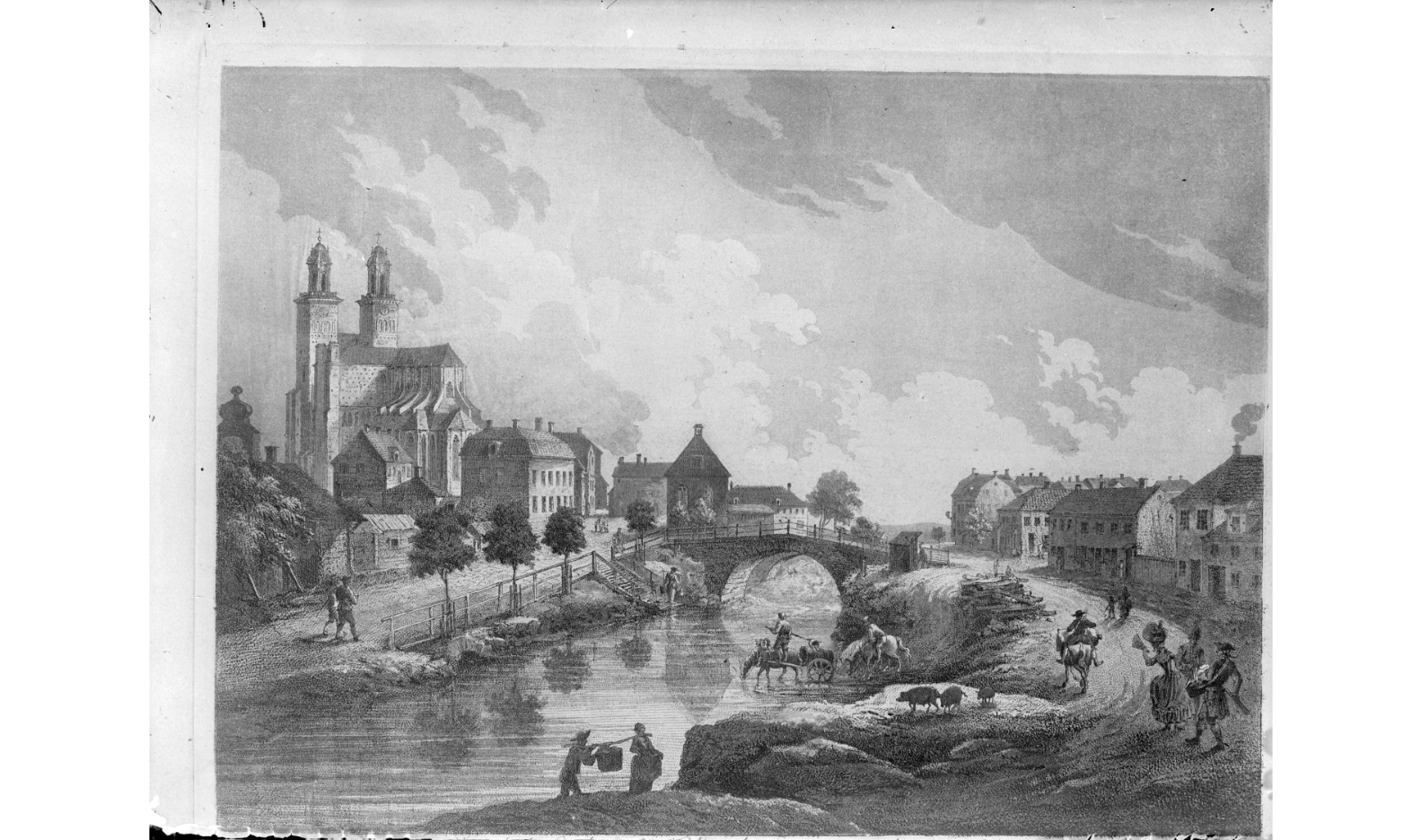
Nybron och Uppsala domkyrka. Gravyr. Upplandsmuseet.
Utsikt av Stockholm från stadens södra sida. Kopparstick. Sjöhistoriska museet.
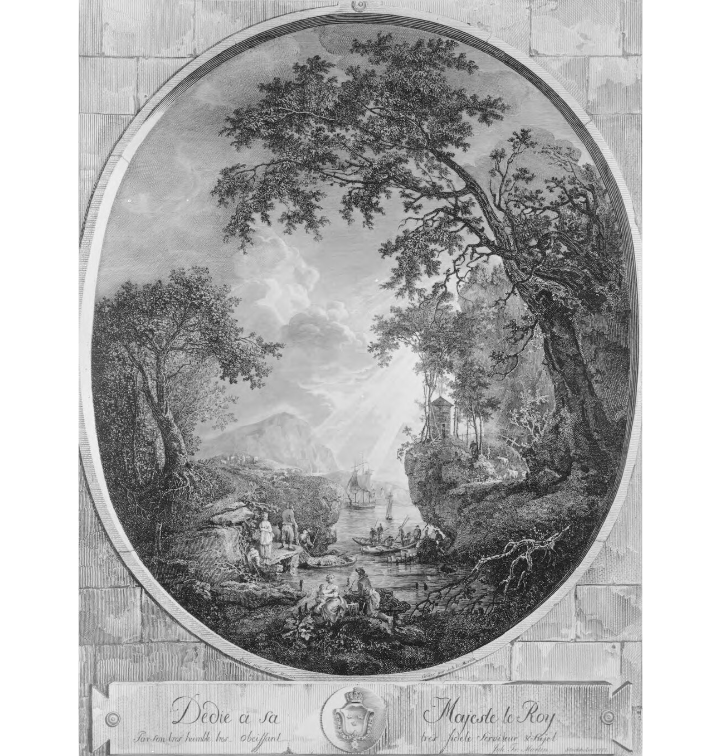
Landskap med klippor och vatten. Grafik. Kopia efter Elias Martin. Nationalmuseum.

## Första bladet i serienSvenska vyer(1805)
Efter bröderna Martins vida vyer från Söders höjder blev dessa sedan ett vanligt motiv i 1800-talets svenska konst. Nedan ett Stockholmspanorama från 1790, ett utsnitt av "Utsikt från Mosebacke på Södermalm", som finns på bild under Stockholmsvyer.
Johan Fredrik Martin utförde ett kopparstick år 1800 av Edvard Didrik Taube (1681-1751), som  var greve, riksråd och överamiral. "Kopparstick af J. F. Martin utgifna serien öfver de första serafimerriddarne samt är utfördt efter original af Arrhenius."

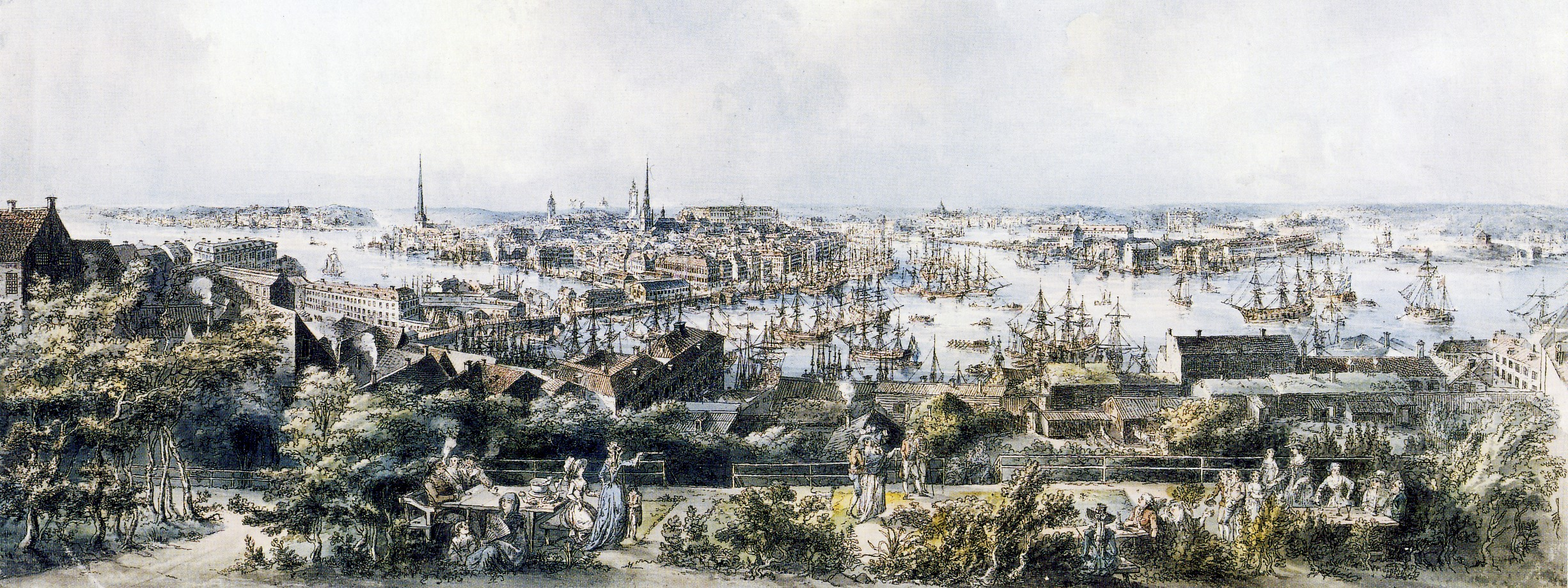
Utsikt över Stockholm från Mosebacke på Södermalm (bilden är beskuren). Denna bild utfördes som akvarellerad etsning i samlingen Utsigter över Stockholm (1797), en variant i akvatint utgavs som första bladet i serien Svenska vyer (1805).
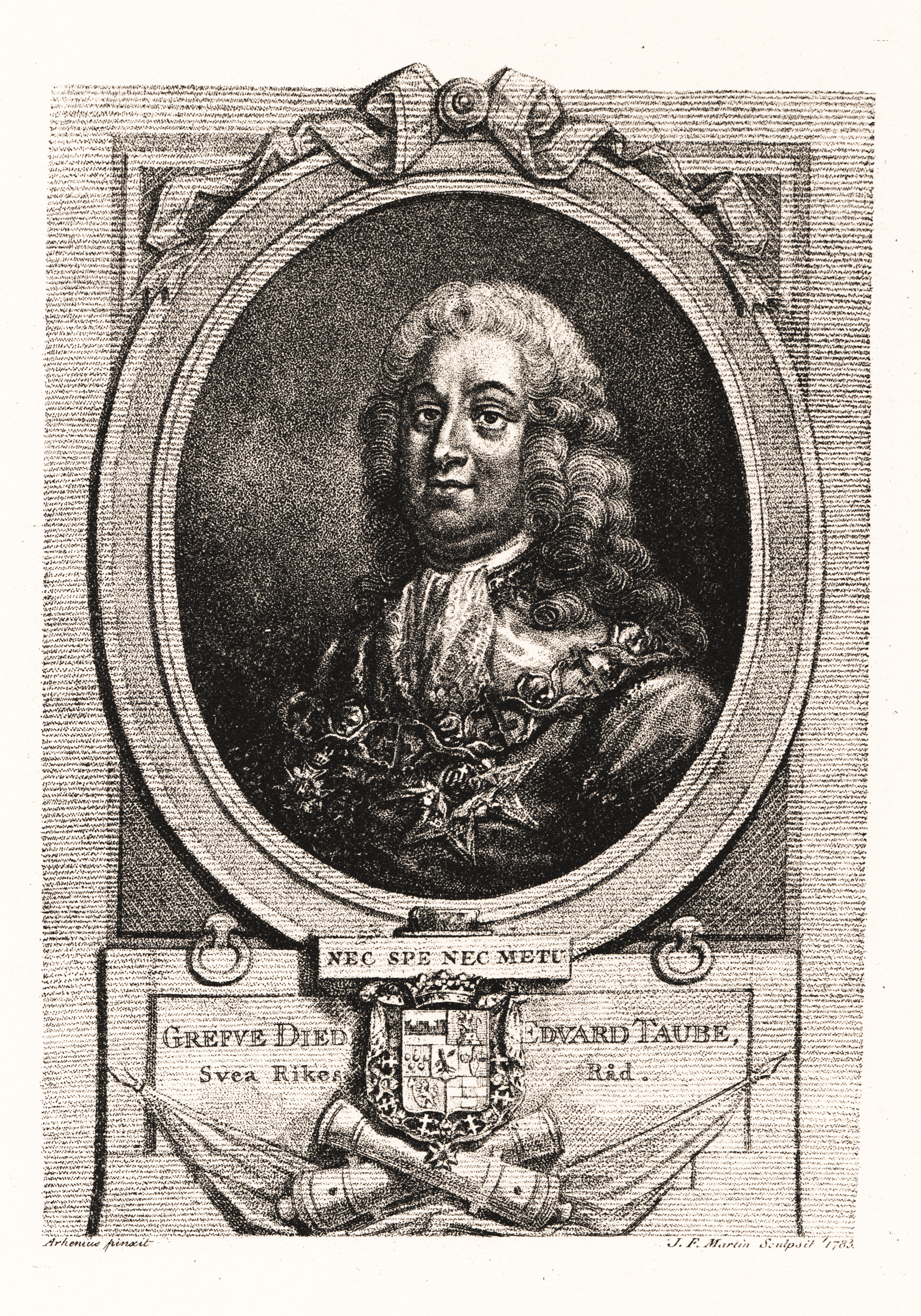
Edvard Didrik Taube. Kopparstick.

## Se även

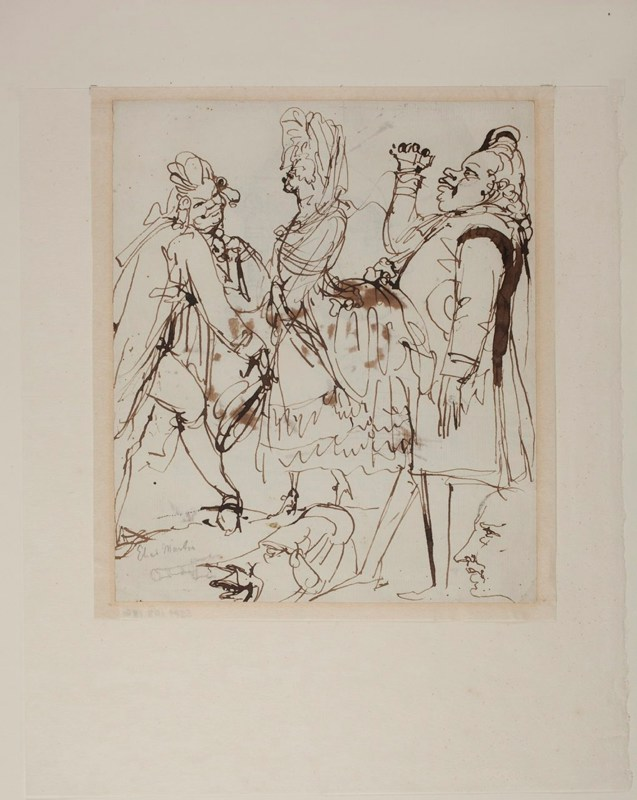
Johan Tobias Sergel, Karikatyr av bröderna Elias och Johan Fredrik Martin med dam, tusch ca 1790. Stockholms stadsmuseum.

## Stockholmsvyer, akvarellerade etsningar från 1790-talet i Stockholms stadsmuseum

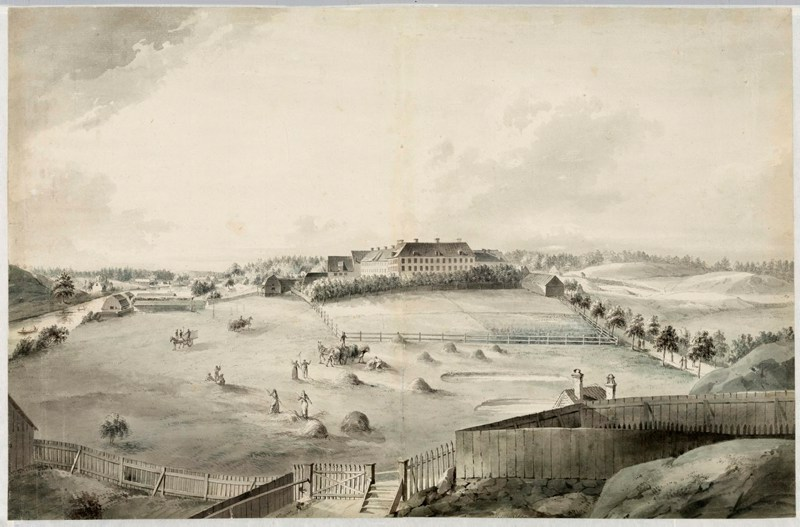
Rörstrand och Rörstrandsområdet, lavyr från 1790-talet.

Stockholms stadsmuseum äger en svit av Johan Fredrik Martins handkolorerade gravyrer från 1790-talet. De akvarellerade etsningarna utgör konstnärligt och framför allt dokumentärt en oumbärlig kännedom om Stockholms utveckling.
Stockholms stadsmuseums huvudverk av Johan Fredrik Martin är en magnifik lavyr över Rörstrandsområdet. Lavyren förvärvades av Stockholms stadsmuseum vid en auktion 1925. Då hette bladet Utsikt över Rörstrand, original till målning å Rörstrands fajansbord. Trakten var, som man kan se på bilden, lantlig och höskörden bärgas. Det rapporterades ännu långt in på 1800-talet att kringströvande vargar var en vanlig syn i området.
På medeltiden var Rörstrand en by i trakten av dagens Sankt Eriksplan och förvaltad av Klara kloster. Slottet är från 1630-talet, men redan på Johan Fredrik Martins tid hade man berövat det sin yttre prakt. Från 1720 och tvåhundra år framåt fungerade den berömda Rörstrands porslinsfabrik.
Stadsmuseet har ett flertal av Johan Fredrik Martins akvarellerade etsningar. Åren 1784-1787 gjorde Johan Fredrik Martin flera resor i Sverige för att teckna utsikter. 1797 utgav han samlingen Utsigter öfver Stockholm, utförda med etsade konturer, vilka han sedan färglade med akvarell. Dessa sålde han flitigt.

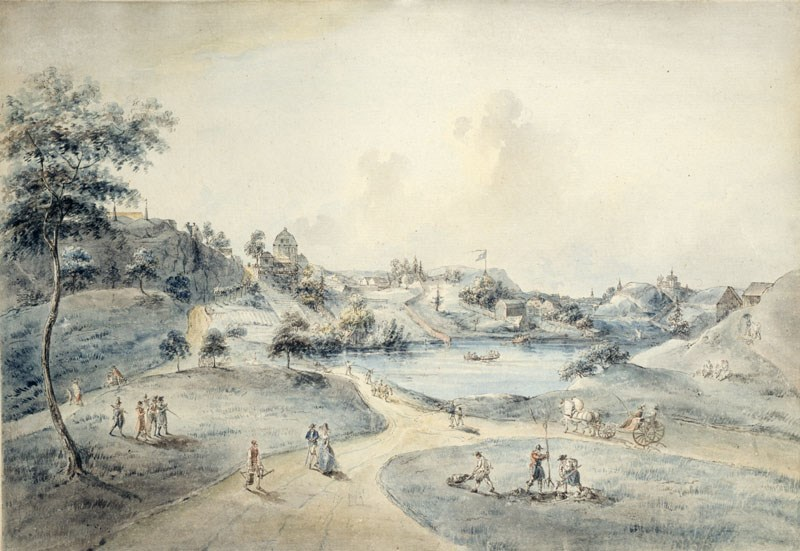
Bellevue, sett från Hagaparken med Observatoriet i bakgrunden.
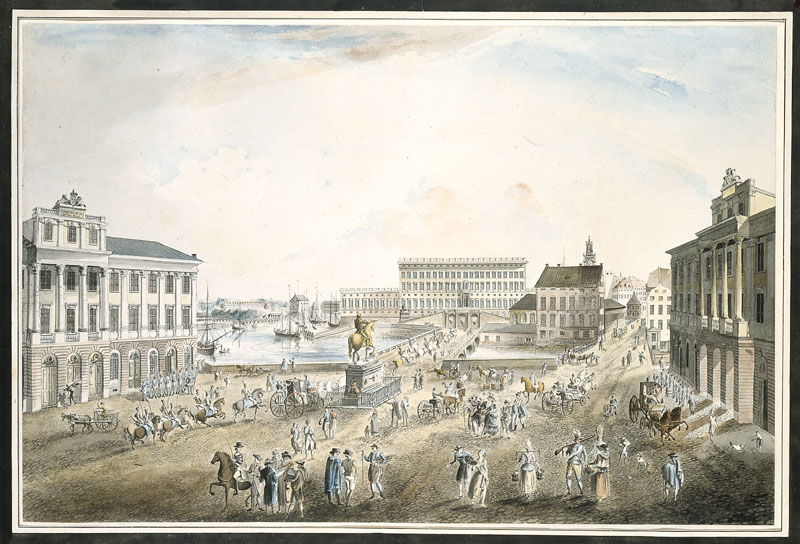
Gustav Adolfs torg i riktning mot kungliga slottet.
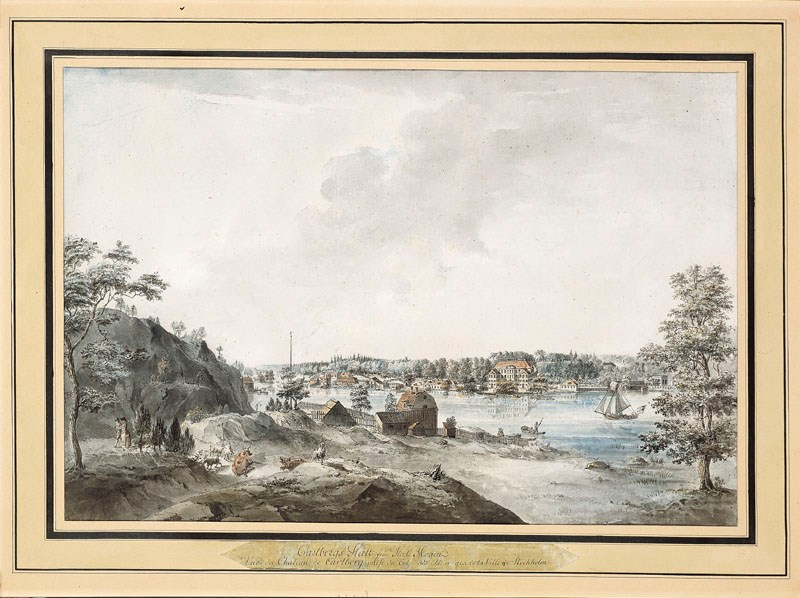
Karlbergs slott från Stadshagen.
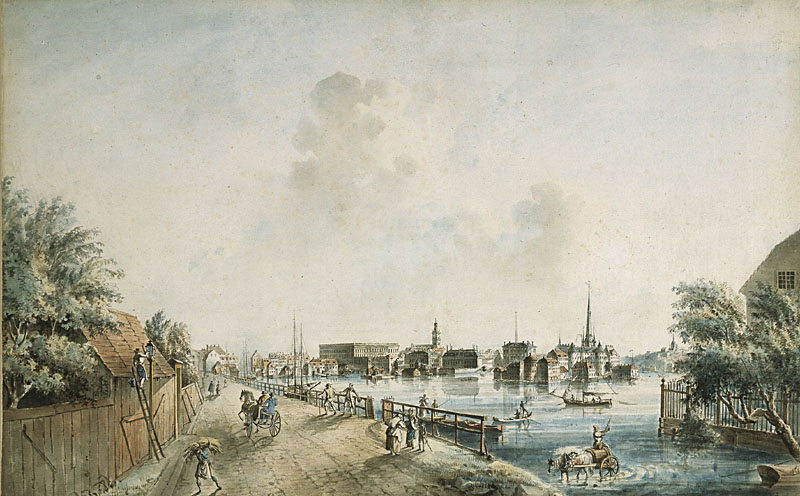
Stockholm från Kungsholmsbrons landfäste vid Hantverkargatan.
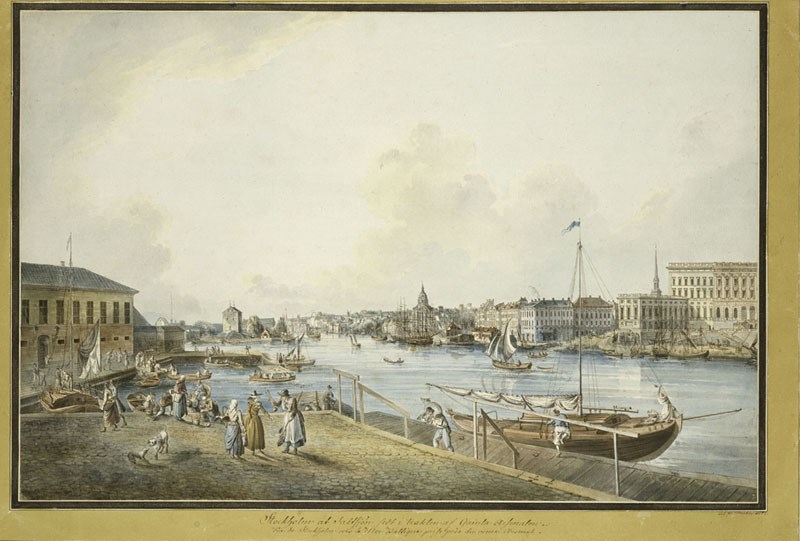
Stockholm åt Saltsjön, utsikt från Norrmalm mot Saltsjön med del av Stockholms slott till höger på 1790-talet, i förgrunden kajer med folkliv.
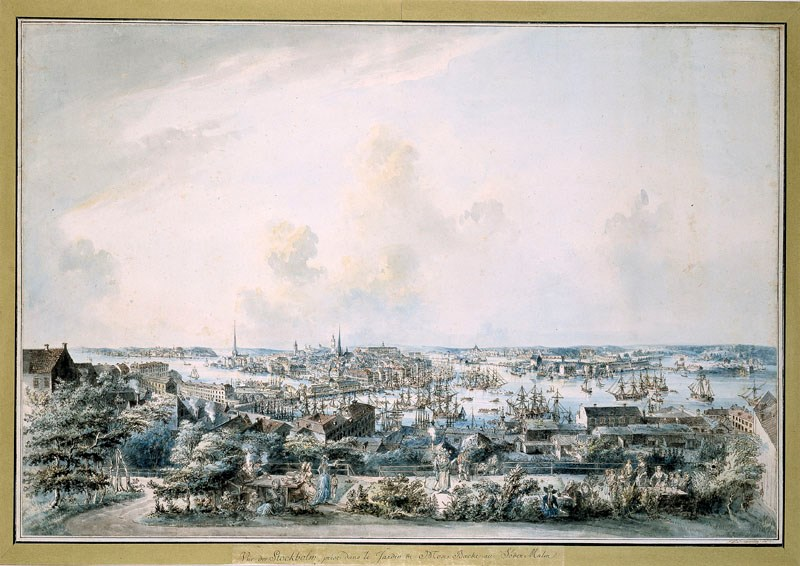
Utsikt från Mosebacke på Södermalm.
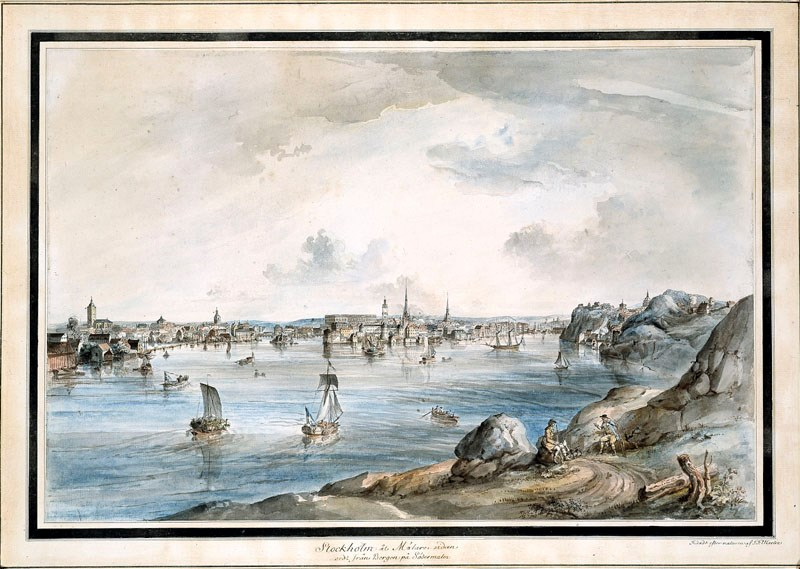
Utsikt från Skinnarviksberget.
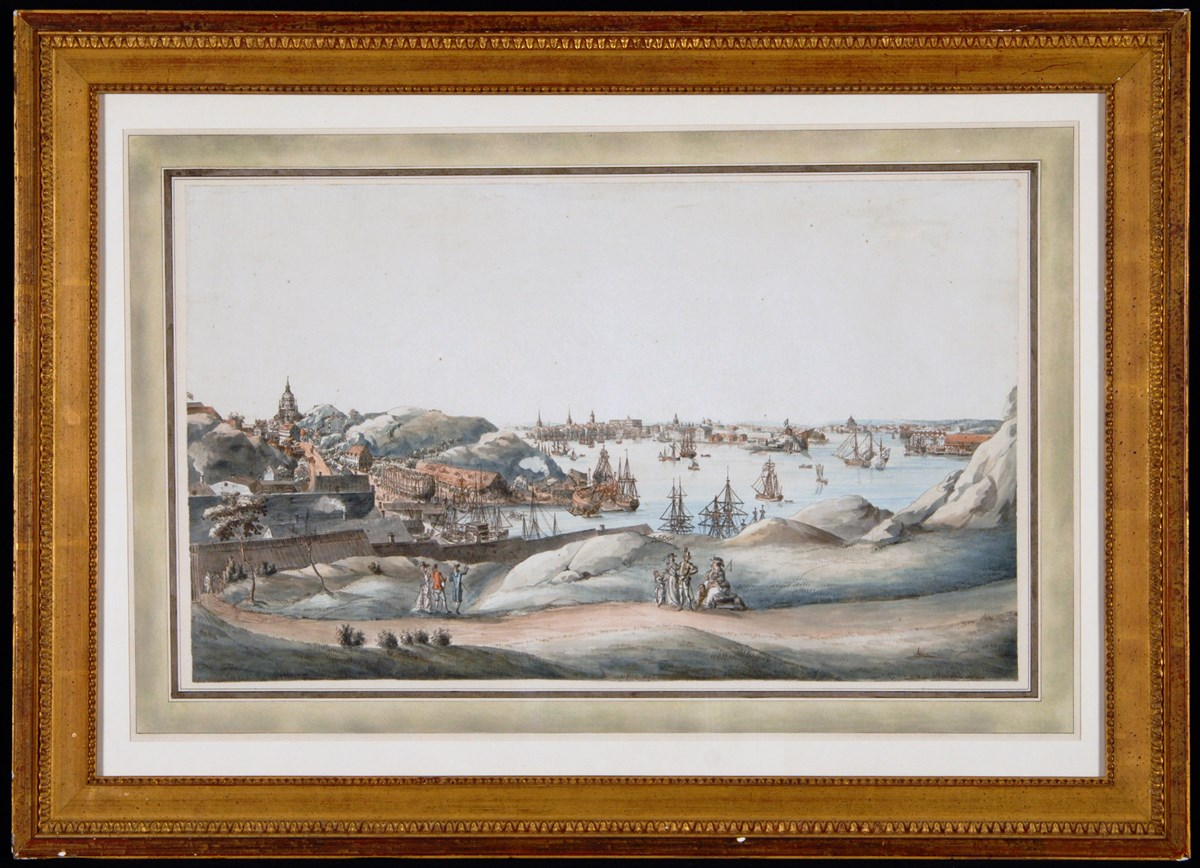
Utsikt över Stockholm från Fåfängan.
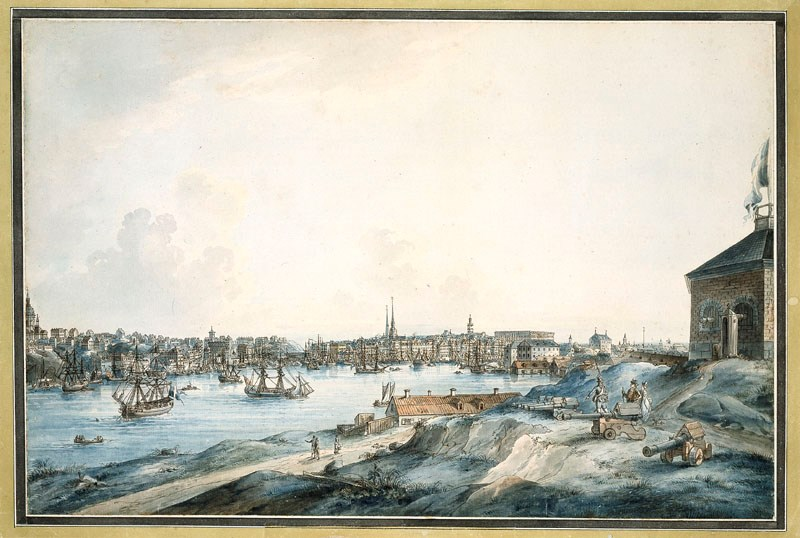
Utsikt över Stockholm från Kastellholmen.